# Agriocnemis kunjina
Agriocnemis kunjina är en trollsländeart som beskrevs av Watson 1969. Agriocnemis kunjina ingår i släktet Agriocnemis och familjen dammflicksländor. Inga underarter finns listade i Catalogue of Life.